# 1587 en science
| Années de la science : 1584 - 1585 - 1586 - 1587 - 1588 - 1589 - 1590    |
| Décennies de la science : 1550 - 1560 - 1570 - 1580 - 1590 - 1600 - 1610 |

Cet article présente les faits marquants de l'année 1587 en science.

## Événements
- 17 mars : les curateurs de l'université de Leyde demande aux bourgmestres de la ville la permission d'établir un jardin botanique[1].
- 19 mai-15 septembre : troisième expédition de John Davis à la recherche du passage du Nord-Ouest[2].

## Publications
- Caspar Schwenckfeld : Thesaurus pharmaceuticus, medicamentorum omnium fere facultates et praeparationes continens, ex probatiss. Quibusq. Auctoribus collectus per Casparem Schwenckfelt, 1587.
- Francesco Patrizi : Della nuova geometria où il développe sa théorie générale de l'espace[3].

## Naissances

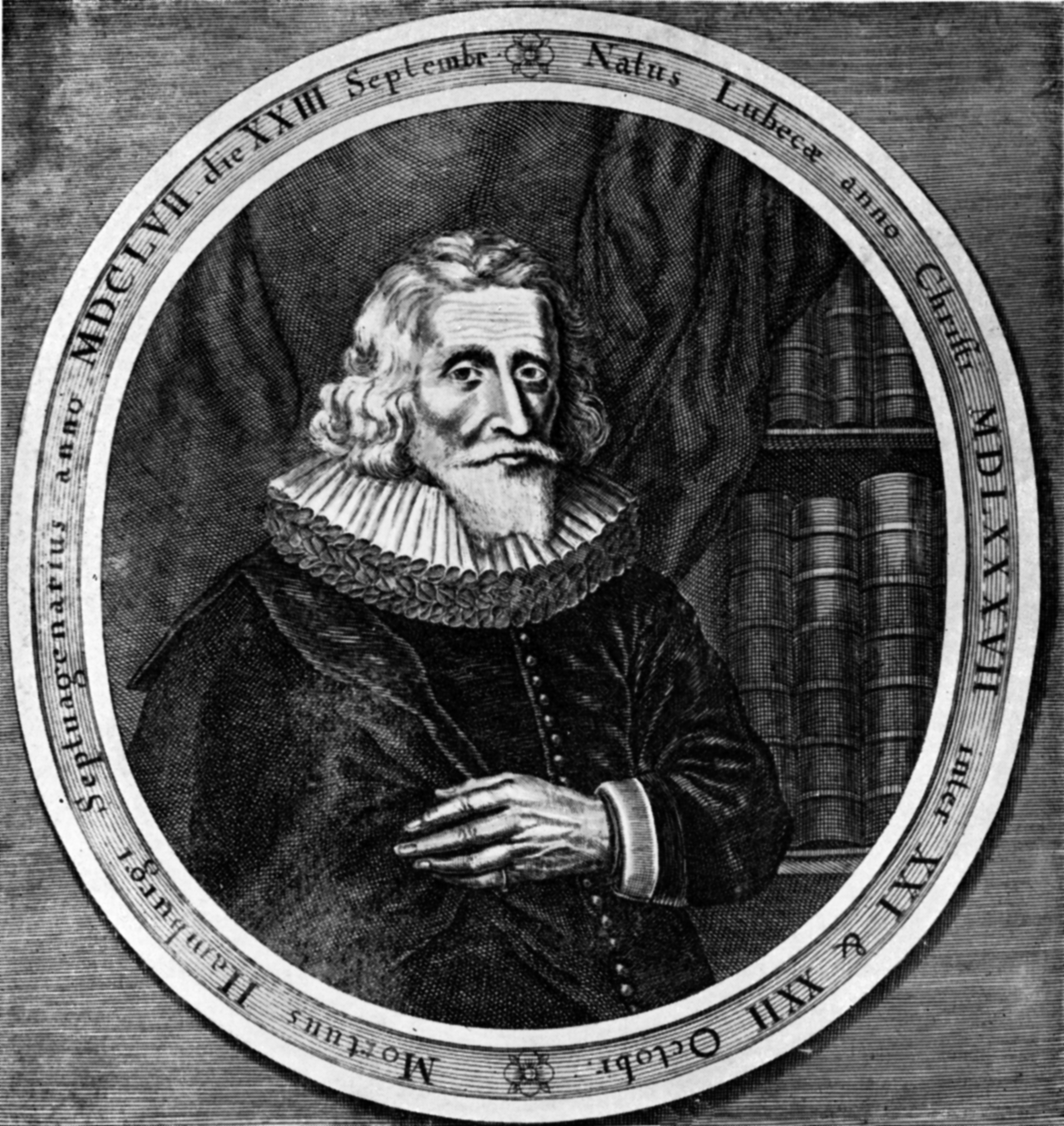
Joachim Jung

- 22 octobre : Joachim Jung (mort en 1657), philosophe, mathématicien et naturaliste allemand.

## Décès
- 28 janvier : Francisco Hernández (né en 1515), médecin et botaniste espagnol.
- Nicolas Nalješković  (né vers 1500), mathématicien, poète, et dramaturge croate.